# Salaise-sur-Sanne
Salaise-sur-Sanne est une commune française située dans le département de l'Isère en région Auvergne-Rhône-Alpes.
Autrefois située dans l'ancienne province royale du Dauphiné, la commune fut tout d'abord adhérente à la communauté de communes du Pays Roussillonnais avant de rejoindre la communauté de communes Entre Bièvre et Rhône en 2019.

## Géographie

### Situation et description
Située dans la partie septentrionale du département de l'Isère, Salaise-sur-Sanne est rattachée à l'aire urbaine de Vienne, dans son unité urbaine, mais elle est cependant adhérente à la communauté de communes Entre Bièvre et Rhône, dont le siège est fixé dans la commune voisine de Saint-Maurice-l'Exil.

### Communes limitrophes
La commune de Salaise-sur-Sanne est limitrophe de sept autres communes dont une située en Ardèche.

### Climat
Pour des articles plus généraux, voir Climat d'Auvergne-Rhône-Alpes et Climat de l'Isère.
En 2010, le climat de la commune est de type climat du Bassin du Sud-Ouest, selon une étude du Centre national de la recherche scientifique s'appuyant sur une série de données couvrant la période 1971-2000. En 2020, Météo-France publie une typologie des climats de la France métropolitaine dans laquelle la commune est dans une zone de transition entre le climat semi-continental et le climat de montagne et est dans une zone de transition entre les régions climatiques « Moyenne vallée du Rhône » et « Sud-est du Massif Central ». 
Pour la période 1971-2000, la température annuelle moyenne est de 12,4 °C, avec une amplitude thermique annuelle de 18 °C. Le cumul annuel moyen de précipitations est de 797 mm, avec 7,6 jours de précipitations en janvier et 5,7 jours en juillet. Pour la période 1991-2020, la température moyenne annuelle observée sur la station météorologique de Météo-France la plus proche, « Sablons », sur la commune de Sablons à 5 km à vol d'oiseau, est de 13,3 °C et le cumul annuel moyen de précipitations est de 805,2 mm,. Pour l'avenir, les paramètres climatiques de la commune estimés pour 2050 selon différents scénarios d'émission de gaz à effet de serre sont consultables sur un site dédié publié par Météo-France en novembre 2022.

### Hydrographie
Salaise-sur-Sanne fait partie du bassin versant du Rhône, fleuve qui borde a partie occidentale du territoire et qui la sépare de la commune de Limony située dans le département de l'Ardèche.
Le territoire communal est également traversé par la Sanne, un modeste affluent du Dolon et sous-affluent du Rhône.

### Voies de communication et transport
On peut accéder au centre de la commune en empruntant l'autoroute A7 depuis la sortie de Chanas (au sud).
- 12 Chanas à 24 km : (vers Roussillon).

La route nationale 7 (RN7) traverse le territoire de la commune selon un axe nord-sud.
La gare ferroviaire la plus proche est la gare du Péage-de-Roussillon desservie par la ligne 5 du réseau TER rhônalpin.

## Urbanisme

### Typologie
Au 1er janvier 2024, Salaise-sur-Sanne est catégorisée ceinture urbaine, selon la nouvelle grille communale de densité à sept niveaux définie par l'Insee en 2022.
Elle appartient à l'unité urbaine de Vienne, une agglomération inter-départementale regroupant 25  communes, dont elle est une commune de la banlieue,,. Par ailleurs la commune fait partie de l'aire d'attraction de Roussillon, dont elle est une commune du pôle principal,. Cette aire, qui regroupe 27 communes, est catégorisée dans les aires de 50 000 à moins de 200 000 habitants,.

### Occupation des sols
L'occupation des sols de la commune, telle qu'elle ressort de la base de données européenne d’occupation biophysique des sols Corine Land Cover (CLC), est marquée par l'importance des territoires agricoles (49,8 % en 2018), en diminution par rapport à 1990 (55,1 %). La répartition détaillée en 2018 est la suivante : 
cultures permanentes (23,8 %), zones industrielles ou commerciales et réseaux de communication (23,6 %), zones agricoles hétérogènes (21,2 %), zones urbanisées (13,7 %), forêts (10,3 %), terres arables (4,2 %), eaux continentales (2,4 %), prairies (0,5 %), milieux à végétation arbustive et/ou herbacée (0,1 %). L'évolution de l’occupation des sols de la commune et de ses infrastructures peut être observée sur les différentes représentations cartographiques du territoire : la carte de Cassini (XVIIIe siècle), la carte d'état-major (1820-1866) et les cartes ou photos aériennes de l'IGN pour la période actuelle (1950 à aujourd'hui).

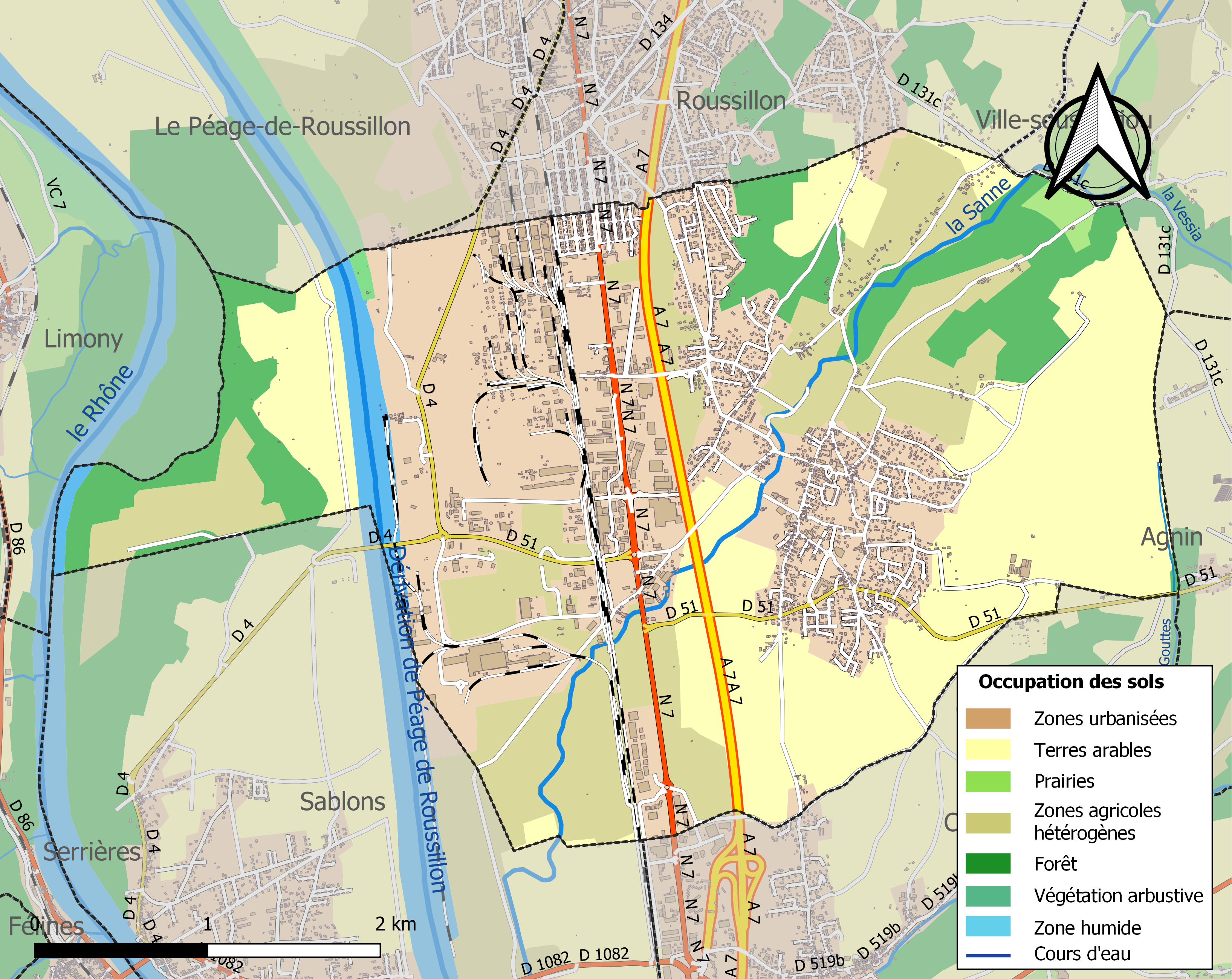
Carte des infrastructures et de l'occupation des sols de la commune en 2018 (CLC).

### Risques naturels et technologiques

#### Risques sismiques
La totalité du territoire de la commune de Salaise-sur-Sanne est situé en zone de sismicité n°3 (sur une échelle de 1 à 5), comme la plupart des communes de son secteur géographique.
| Type de zone | Niveau            | Définitions (bâtiment à risque normal) |
| ------------ | ----------------- | -------------------------------------- |
| Zone 3       | Sismicité modérée | accélération = 1,1 m/s2                |

## Histoire
Le 14 mars 847, le comte Otton fait don à l’abbaye de Condat (devenue par la suite Saint-Claude), d’un vaste domaine marécageux, planté de saules et d’oseraies, entourant la rivière Sanne. C’est dans le secteur du prieuré que quatre ou cinq moines vont développer leur petit monastère. Le nom de Salegiae Salibicus est donné à cette vallée plantée de saules (Salegine signifie « saulée » en français), d'où le nom de Salaise.
Avec le prieuré pour berceau, le village se développe peu à peu au cours des siècles, d'abord paroisse dépendant de l'administration civile de Roussillon sous l'Ancien Régime, puis commune à partir de 1790.
Au fil du temps, différentes orthographes seront utilisées : Salèzes, Sallaises, Sallaize, Sallèze, Salaizes, Salaise et Salaize, mais le 13 décembre 1920 un arrêté préfectoral donne son nom actuel à la commune. Au début du siècle, Salaise compte 901 habitants. Aujourd'hui, Salaise en compte près de 4 000.

## Politique et administration

### Liste des maires
| Période       | Période                   | Identité         | Étiquette | Qualité       |
| ------------- | ------------------------- | ---------------- | --------- | ------------- |
| mars 1959     | mars 1977                 | Laurent Bouvier  | PCF       |               |
| mars 1977     | janvier 1993              | Joseph Plat      | PCF       |               |
| juin 1993     | octobre 2005              | Joseph De Barros | PCF       |               |
| octobre 2005  | décembre 2015 (démission) | Jackie Crouail   | PCF       |               |
| décembre 2015 | En cours                  | Gilles Vial      | PCF       | Fonctionnaire |

## Population et société

### Démographie
L'évolution du nombre d'habitants est connue à travers les recensements de la population effectués dans la commune depuis 1793. Pour les communes de moins de 10 000 habitants, une enquête de recensement portant sur toute la population est réalisée tous les cinq ans, les populations de référence des années intermédiaires étant quant à elles estimées par interpolation ou extrapolation. Pour la commune, le premier recensement exhaustif entrant dans le cadre du nouveau dispositif a été réalisé en 2008.

En 2022, la commune comptait 4 548 habitants, en évolution de +0,13 % par rapport à 2016 (Isère : +3,07 %, France hors Mayotte : +2,11 %).
| 1793 | 1800 | 1806 | 1821 | 1831 | 1836  | 1841  | 1846  | 1851  |
| ---- | ---- | ---- | ---- | ---- | ----- | ----- | ----- | ----- |
| 756  | 795  | 753  | 908  | 943  | 1 030 | 1 058 | 1 092 | 1 090 |

| 1856  | 1861  | 1866  | 1872  | 1876  | 1881  | 1886  | 1891  | 1896 |
| ----- | ----- | ----- | ----- | ----- | ----- | ----- | ----- | ---- |
| 1 098 | 1 067 | 1 071 | 1 056 | 1 101 | 1 107 | 1 058 | 1 114 | 937  |

| 1901 | 1906 | 1911 | 1921 | 1926  | 1931  | 1936  | 1946  | 1954  |
| ---- | ---- | ---- | ---- | ----- | ----- | ----- | ----- | ----- |
| 908  | 928  | 935  | 874  | 1 241 | 2 259 | 2 362 | 2 505 | 2 932 |

| 1962  | 1968  | 1975  | 1982  | 1990  | 1999  | 2006  | 2008  | 2013  |
| ----- | ----- | ----- | ----- | ----- | ----- | ----- | ----- | ----- |
| 2 609 | 2 784 | 2 976 | 3 352 | 3 511 | 3 646 | 4 046 | 4 147 | 4 333 |

| 2018  | 2022  | - | - | - | - | - | - | - |
| ----- | ----- | - | - | - | - | - | - | - |
| 4 485 | 4 548 | - | - | - | - | - | - | - |

### Enseignement
La commune est rattachée à l'académie de Grenoble.

### Médias
Historiquement, le quotidien à grand tirage Le Dauphiné libéré consacre, chaque jour, y compris le dimanche, dans son édition du Nord-Isère (Vienne), un ou plusieurs articles à l'actualité du canton et quelquefois de la commune, ainsi que des informations sur les éventuelles manifestations locales, les travaux routiers, et autres événements divers à caractère local.

### Cultes
La communauté catholique et l'église (propriété de la commune) dépendent de la paroisse Saint-Pierre en pays roussillonais qui recouvre plusieurs autres communes. Cette paroisse est rattachée au diocèse de Grenoble-Vienne.

## Économie
La commune possède une importante zone industrielle avec notamment :
- une usine Trédi, société de traitement des déchets ;
- la société Ouvaroff : isolation thermique industrielle ;
- Eurofloat, spécialisé dans la fabrication de verre.

## Culture locale et patrimoine

### Lieux et monuments
- Église Saint-Juste de Salaise-sur-Sanne
- Église du prieuré des moines de Saint-Claude de Salaise-sur-Sanne

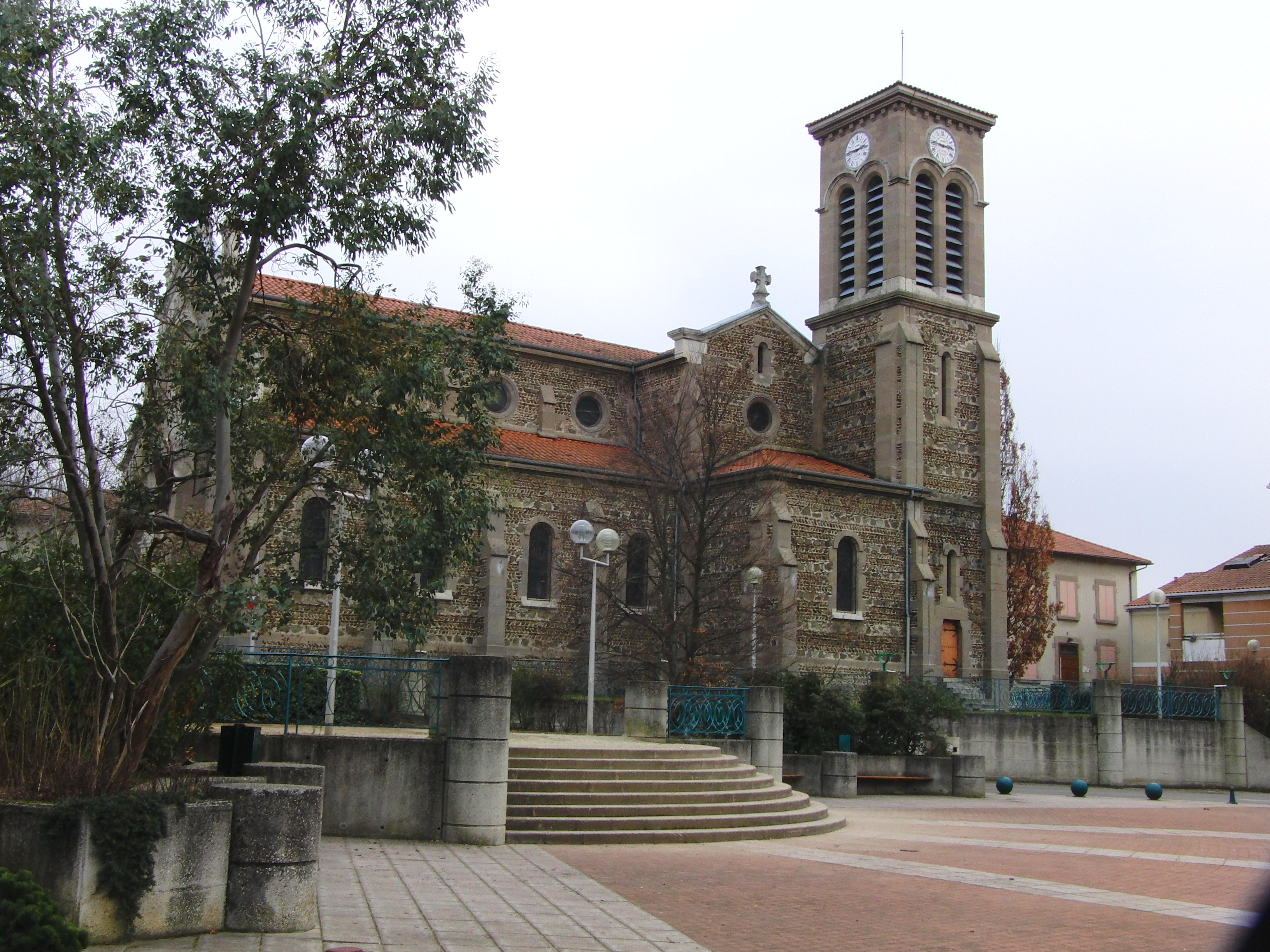
Église Saint-Juste à Salaise-sur-Sanne.

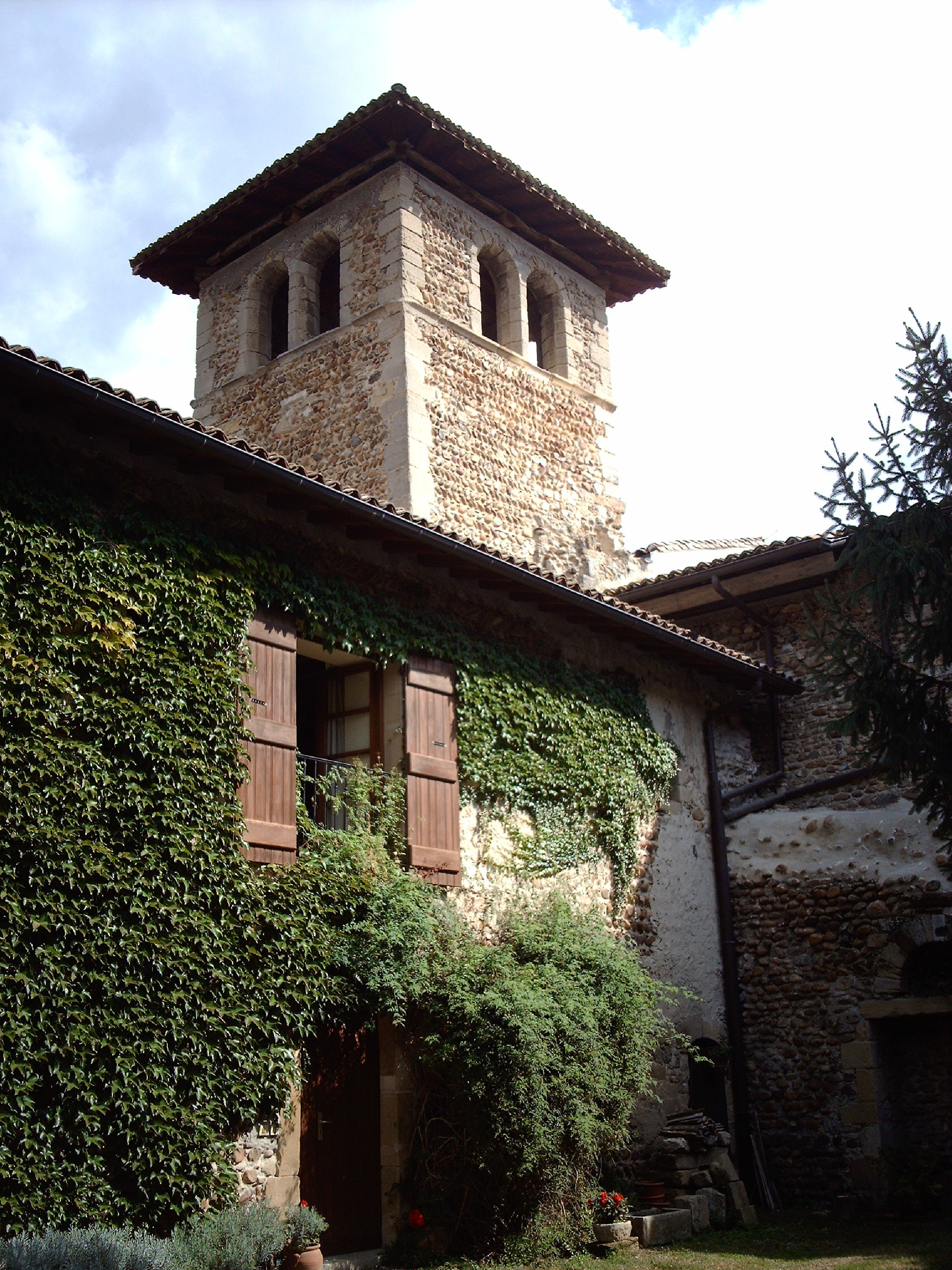
Le prieuré.

Des fouilles ont été menées dans la nef de l'église du prieuré de 1990 à 1993. Elles ont été dirigées par J.-F. Reynaud (Université Lumière Lyon II et CNRS) et financées par la ville de Salaise (avec la participation du ministère de la Culture et du conseil général).

#### Le Prieuré de Salaise-sur-Sanne
Le prieuré des moines de Saint-Claude fait remonter les origines du bourg à l’époque carolingienne. Le chevet de l’église conserve une allure romane alors que la nef a été reconstruite tardivement (date sur le fronton de la façade), ainsi qu’une partie du prieuré. C’est en 847 sous le règne de Lothaire Ier que les moines de Condat (Saint-Claude) fondèrent la cella Salegiae grâce aux donations du comte Otton, seigneur du lieu, de son épouse Adalsinde et de leur fils le moine Amblard ; l’église, qui servait en même temps pour les moines et pour les fidèles, et le prieuré sont mentionnés en 1184. Des fouilles, presque exhaustives, ont été menées dans la nef. Le chœur et la crypte de la chapelle font l'objet d'un classement au titre des monuments historiques par arrêté du 15 novembre 1913 ; les murs de la nef et de la chapelle, le clocher, les façades et les toitures des bâtiments ouest et est sont inscrits par arrêté du 8 octobre 1987 ; tandis que la nef de l'église prieurale, la maison du prieur et les fresques qu'elle contient sont inscrits par arrêté du 15 juillet 1996.

#### La crypte
Monument classé au titre des Monuments historiques en 1914. Quelques objets : gobelets en verre trouvés dans des tombes, fondation d’un moule à cloche, bas-relief dont les deux lions tenant une tête entre leurs pattes ont été restaurés et seront mis en valeur lors de la rénovation définitive du site.

#### La fontaine Saint-Juste
La première mention de cette fontaine date du XVIIe siècle. Elle a peut-être été édifiée par des pèlerins pour honorer saint Juste de Condat. Certaines personnes ont témoigné que cette eau avait des vertus bénéfiques pour soigner les fièvres malignes des marais, mais aussi les morsures de serpent !

#### Le pont aux moines
Datant du XIIe et XIIIe siècles, il est le plus vieux pont de Salaise et a souvent subi les assauts des crues de la Sanne, notamment en 1993, où l’une des trois arches a été emportée. Elle a été reconstruite dans le style d’origine.

#### La Rebatière
Cette maison forte fut érigée par Antoine Régis Rebat, seigneur d’Ozon, au milieu du XVe siècle (1453). Au début simple ferme fortifiée, elle a néanmoins gardé son aspect “architecture italienne” car les Musino en étaient les propriétaires de 1520 à 1664 : poterne, mâchicoulis, tour poivrière. Notons également un très bel auvent dauphinois. La Rebatière appartenait, au début du XXe siècle, à Marc Morand, père d'Hubert Morand, normalien, chroniqueur au journal des Débats et professeur de Joseph Kessel. Aujourd'hui, une partie des bâtiments a été transformé en chambres d'hôtes.

#### Le Trianon
Ce bâtiment a gardé l’aspect spécifique de la construction régionale : mariage des galets et du bois. Celui-ci servait de magnanerie (élevage de vers à soie). À l’intérieur subsiste la cheminée qui permettait de chauffer les chambres où les vers se développaient et tissaient leurs cocons. Un dispositif de poulies pour le transport des paniers de produits finis est encore en place.

#### Le vieux moulin
Datant d'avant 1686, il utilisait comme énergie motrice l’eau grâce à une roue à aubes. Il ne reste que peu de choses de ce passé de meunerie.

### Patrimoine naturel
La réserve naturelle de l'Île de la Platière s'étend pour partie sur la commune de Salaise-sur-Sanne, à l'ouest du territoire, le long du Rhône.

### Personnalités liées à la commune
- Jeanne Bouvier, militante syndicaliste et féministe française, née à Salaise-sur-Sanne en 1865. Décédée en 1964 à 99 ans.
- Pierre Quinon sauteur à la perche, champion olympique en 1984, aux Jeux olympiques d'été de 1984 à Los Angeles. Décédé en août 2011, à 49 ans.
- Avit Pierre Nicolas aviateur, sous-lieutenant français rattaché au centre d'essais de Villacoublay. Mort en vol, lors de l'essai d'un prototype d'un planeur polonais, en 1938.

### Héraldique
|  | Salaise-sur-Sanne possède des armoiries dont l'origine et le blasonnement exact ne sont pas disponibles. |